# Цивилни банд
Цивилни банд, такође ЦБ је у опсегу од 11 метара или 27 MHz таласне-дужине- „народски речено“ грађански опсег, фреквенције које су- за случај да се одржавају одређена правила доступне за свакога да би бесплатно разговарао са својом родбином са познатим или и са непознатим људима који имају овај исти хоби и који практично омогућава како кратке бежичне везе тако и везе на великим удаљеностима.

## Преимућства на ЦБ-у
- не морају се потписивати никакви уговори изузев што се мора регистровати радио станица код надлежног органа
- не мора се плаћати никакав паушал изузев мале таксе за дозволу и све је бесплатно
- у зависности од месних услова могућа су везе на врло велике удаљености, па и везе између континената
- не морају се полагати никакви испити за радиоаматере
- рад са станицама је једноставан
- цене уређаја су ниске
- помоћ је при вожњи аутомобила и камиона са доступношћу разним информацијама
- Мобилне и ручне радио станице могу се слободно преносити и употребљавати у различитим земљама - чланицама CEPT-a.

Најчешће је ЦБ радио спајање са члановима породице на пример као спој између викендице, аутомобила и домаћинства и пријатељима но има и случајеви када постаје хоби за цео живот. Иако ово није радио-аматеризам постоје правила која се усвоје приликом коришћења овог радија у опхођењу, разговору и понашању која личе на радиоаматерска правила и у свему опонашају све позитивне стране аматерског кодекса понашања радио-аматера, постоје клубови у свету, литература и QSL карте као и код радио-аматера. Ове картице које се овде размењују на лични трошак поштом (док радио-аматери имају могућност да ове картице размењују преко клубова) садрже информације као и код радио-аматера. Радио-аматери који имају положени испит за рад на аматерској радио-станици још увек извргавају руглу аматере ове врсте и сматрају их једном нижом врстом од себе.
У Србији је дозвољена употреба 40 канала (CEPT, Препорука T/R 20-07) са јачином од 4 W излазне снаге према плану намене рф опсега, а позивни знак је по правилу име корисника ЦБ радио-станице.

## Врсте ЦБ радио станица
- Ручне радио станице
- Мобилне радио станице
- Стационарне ЦБ станице са комфорним опслуживањем

За ове станице се примењују различите врсте антена као пендрек антене и мобилне антене, док су за стационарне станице у примени антене које се граде на крововима кућа и које су у већини случајева грунд плејн антене или сличне једноставне радиоаматерске антене и раде се у разним дужинама за 27 Mhz фреквенције на којој раде ове станице.

## Цивилни банд у Србији и у свету
У иностранству се дозвољава успостављање DX везе које се тако зове и ако није права DX веза јер је на мањој удаљености али је удаљена веза са иностранством а по некада и веза између континената, постоје такмичења међу учесницима (које се по некада и у Србији одржавају али са директним сигналима), постоји удруживање у разне врсте радио клубова који за своје учеснике штампају QSL карте и многе друге врсте штампе и информација. Постоји језик који је заснован на примени скраћеница као и од стране радио-аматера - свака држава има посебан ЦБ код и сваки аматер у ЦБ-у свој лични знак који сам изабере а сва остала комуникација се обавља скоро по правилу на енглеском језику за који постоји специјална литература која помаже у савладавању углавном клишеа који се употребљавају за комуникацију приликом успостављања везе које се обично завршава слањем QSL карти на адресе које се у таквим приликама размењују и које су предмет за колекције у ЦБ хобијима. Веза се углавном састоји од размене информација о времену и временским условима за врсте пропагација и оцене пријема према „С"-метру. У Србији не постоје организације које унапређују рад ЦБ радија као у иностранству.
Рад на ЦБ-у је умногоме ослабио откако се употребљава мобилни телефон и интернет али још увек има много присталица.